# Baluszter

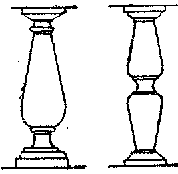
Reneszánsz baluszter

A baluszter olyan apró, függőleges támasz, amely alul egy talplemezen áll, fölül pedig egy fedőlemezt tart. Magassága többnyire 0,4–0,7 m. Ritkán áll egyedül: többnyire több sorakozik egymás mellett – ezeket, valamint a talp- és a fedőlemezt együtt balusztrádnak nevezzük.
Az antik építészetben a baluszter afféle miniatűr oszlop volt, ezt a reneszánszban többé-kevésbé gazdagon tagolt, esztergályozott profil váltotta fel. A bábok súlypontja hol alul, hol középütt, hol fölül volt. A kései reneszánsz, majd a XIV. és XV. Lajos korának stílusa az egyes balusztereket még levéldísszel, gyöngysorral stb. burjánzóan díszítette; többször négyszögletesre faragta.
Nemcsak az építészetben alkalmazták, hanem bútorokon is, ahol a legszeszélyesebb formákat öltheti.